# ハンチョウ〜神南署安積班〜
『ハンチョウ〜神南署安積班〜』（ハンチョウ じんなんしょあずみはん）は、2009年から2011年まで月曜 20:00 - 20:54に、TBS系列の「パナソニック ドラマシアター」枠で放送された日本の刑事ドラマシリーズ。原作は今野敏の警察小説『安積班シリーズ』。主演は佐々木蔵之介。
本項での「S」はシリーズを表す。

## 概要
『水戸黄門』や『大岡越前』など、時代劇の放送枠として長年続いてきた「ナショナル劇場」がスポンサーの社名変更に伴い「パナソニック ドラマシアター」に放送枠タイトルが変更されてから初の現代劇作品。東京・渋谷の小さな警察署『神南署』の6人の刑事たちの奮闘を描く人情派刑事ドラマ。
2012年4月から放送のS5は、主演の佐々木蔵之介演じる安積剛志が神南署から警視庁へ異動。物語の舞台が警視庁に変わる。それに伴い、番組名も『ハンチョウ〜警視庁安積班〜』に改題された。
アメリカの刑事ドラマ「刑事コジャック」に多大な影響を受けている。

## キャスト
S1からS4まで年齢の変更はなし。

### 警視庁神南警察署

#### 安積班
安積剛志〈42〉
演 - 佐々木蔵之介
刑事課強行犯係長。階級は警部補。
部下がわずか5人しかいない弱小部署の責任者であるが、部下からは尊敬と親しみを込めて「ハンチョウ」（班長）と呼ばれている。自身も「誰かが辞めなくてはならないなら、自分が辞める」と言い切る部下思いである。飄々としていて一見頼りないが、個性派揃いの部下たちをチームとしてまとめ上げ、それぞれを自由に活動させながら、わずかな人員で捜査の実を挙げている手腕は相当なものであり、周囲からの信頼も厚い。
劇中では強盗殺人事件等の凶悪犯罪が発生しても捜査本部が設置されることは少なく、ほとんど強行犯係のみが捜査を行っている。人あたりがよく、話術も巧みで、関係者と親しくなって事件に関する突っ込んだ情報を得たりしている。事件が発生すると先頭に立って現場に急行し、意外なところから事件の真相にたどり着く。現場に急行する際に大袈裟に背広を羽織る癖がある。
妻とは離婚し、一人暮らし。看護師の娘・涼子がいるが、勤務先の神南総合病院の寮住まいであり同居していない。ただ、時々家を訪れて世話を焼いている。歯科恐怖症で大の歯医者嫌いであり、S2の第5話ラストでは、黒木と桜井に強引に歯医者に連れていかれそうになった。
村雨秋彦〈36〉
演 - 中村俊介
刑事課強行犯係。階級は巡査部長。
実質的なサブリーダーであり、他のメンバーに仕事を割り振ったり、集まった情報を整理したりしている。生真面目で堅苦しい印象を与えるが、非常に優秀な刑事であり係内での信頼は厚い。安積の型破りな仕事振りには全面的に同意できないものの、生まれ変わるなら安積になりたいと話すなどその実績と上司としての手腕を尊敬している（S1第6話）。3度の栄転の話があったが2度は破談になり、1度は自ら断った（S1第13話、S3第3話、S4第1話 - 第10話）。
係内唯一の妻子持ち。幼稚園に通う娘がいることもあり、判断ミスで帰宅中の女子高生を死なせた須田を強く非難していた（S1第11話）。「ちょっとしたトラウマがある」ため犬が苦手（S3第5話）。また、昔はプロの囲碁棋士になりたかったがプロ試験で挫折して諦めたとのこと（S4第10話）。
須田三郎〈31〉
演 - 塚地武雅（ドランクドラゴン）
刑事課強行犯係。階級は巡査部長。
体型の通り、のんびりした雰囲気の風貌の男。勘が鋭く、善人と悪人を見分けたり、被害者発見の段階で事件の性質を的確に見抜いたりしているが、本人にも根拠がわからないまったくの勘であるため、他の係員からの信望はいまいちであるが、その思慮深さと洞察力には、安積も一目置いている。帰宅中の女子高生を通り魔事件で死なせたり（S1第11話）、事件に巻き込まれて容疑者になる（S1第14話）など、刑事としてのミスが少なくなくはないが、安積は暖かく見守っている。S1では、とある事件で左足を負傷し入院していたが、退屈のあまり抜け出してきてしまい、松葉杖姿で捜査に参加した。
水野真帆〈31〉
演 - 黒谷友香
刑事課強行犯係。階級は巡査部長。
本作のヒロインで須田とは同期。安積班メンバーの紅一点的存在で容姿端麗だが、男勝りの行動派で、係の刑事たちに発破をかけることもしばしば。鑑識課出身の異色の経歴を持ち、根拠・物証を重視する。そのため、須田が口にする「刑事の勘」的な発言はあくまで信用しない姿勢でいる。基本的には安積とコンビを組んで捜査にあたる。出身地は九州。
元々はドラマオリジナルキャラクターだったが、後に原作にも逆輸入される形で登場する事になり、『烈日』所収の「新顔」から安積の部下として異動。「須田の同期」「元鑑識」という設定は受け継がれているが、須田の「刑事の勘」的発言も「勘ではなくそれなりの根拠がある」と信じる姿勢を見せる。また、警察学校時代から須田にかなわないという思いを持っている。
黒木和也〈29〉
演 - 賀集利樹
刑事課強行犯係。階級は巡査長。
几帳面で礼儀正しく、先輩・上司を敬い、後輩の面倒見もよい男気のあるさわやかなスポーツマンタイプの刑事。机も綺麗に整頓している。インターネットやパソコンなどのIT関係に詳しい。コンビを組む須田のことは自分と正反対のタイプながらも尊敬し信頼している。高校時代の同級生である中沢歩美と交際している。
桜井太一郎〈26〉
演 - 山口翔悟
刑事課強行犯係。階級は巡査。
安積班最年少メンバーであるため、刑事としての経験不足を痛感している。先輩・上司を素直に尊敬しており、みんなにかわいがられている。特にコンビを組む村雨には崇拝に近い尊敬の念を抱いている。当初は安積や須田の捜査手法を批判することがあり、その度に村雨に窘められていた。人の長所を見つけるのが得意。朝は誰よりも早く出勤している。
作中では2度に渡って拉致・監禁されたり（S1第10話、S2第7話）、詐欺に遭ったりする（S3最終話）など、何かと損な役回りが多い。一方、S4ではある殺人事件の捜査を機に知り会った女性と恋の予感を感じさせる出来事が起きる（S4第9話）。

#### 交通課
速水直樹〈42〉
演 - 細川茂樹
交通課係長。階級は警部補。
安積の同期で親友。係長になっても白バイにまたがるバイク好きである。署内きっての事情通で、安積にもたらす情報は安積班の捜査の一助になることもしばしば。自らの風貌にも自信を持っており、その態度が不真面目で傍若無人と受取られることも。

#### 鑑識係
天野
演 - 稲荷卓央（S3 - S4）
鑑識係員。
石倉の部下。
石倉晴夫〈57〉
演 - 唐十郎（S3 - S4）
鑑識係長。
安積とは旧知の仲であり、病気療養後に現場復帰したベテラン。安積とは屋台のおでん屋でよく一緒に飲んでいる。

#### 他の関係者
金子禄朗〈52〉
演 - 田山涼成
刑事課長。階級は警部。
原作では口が悪く豪放磊落な人物であるが、本作では典型的な小役人気質の人物として描かれている。すんでのところで手柄を本庁にかっさらわれることを苦々しく思っており、「経費削減による部署の縮小」を持ち出して安積班の面々に発破をかけるものの脅しとして通用せず、安積のおだてに乗せられてうやむやにされるのが常だが、安積班には全幅の信頼を置いている。陰のあだ名は「カネゴン」。夢は署長就任。

### 警視庁捜査一課
相良一機
演 - 近藤弐吉（S1）
階級は警部補。しばしば安積班の手柄を横取りする上、所轄署の刑事を小馬鹿にした態度を取るため、部下の芝山同様安積班にはよく思われていない。第1シリーズのみの登場。
芝山洋介
演 - 鈴木拓(ドランクドラゴン)（S1）
階級は警部補。
相良の腰巾着で、階級は不明。所轄を馬鹿にした態度が目に付き、安積班からはよく思われていない。上司の相良同様安積班にはよく思われていない。彼も相良同様第1シリーズのみの登場である。
高城辰也〈52〉
演 - 佐野史郎（S2）
管理官。階級は警視。
安積の臨海署時代の上司。臨海署時代の事件が原因で、安積とは袂を分かつ関係となっていた。その後、事件が解決し、安積に謝罪し和解した（S2第9話・第10話）。
高野雄司
演 - 宇梶剛士（S3第1話・第11話 / S4第1話・第2話・第6話・第7話・第10話・第11話）
特殊犯捜査係。階級は警部。
事件解決のためには手段を選ばないため、安積とは対立するが、安積のリーダーシップ力には一目おいている。「所轄は本庁の手足」と言い切るほど、組織における命令系統の徹底を重視している。警察官志望の息子・雄介がいる。
S4では本庁に新設予定のチームに村雨を引き抜こうとするが、最終的に固辞されそれを受け入れる。安積の姿勢も認め打ち解けるが、村雨も交えた3人でおでん屋の屋台で飲んでいる最中、狙撃犯に狙われていた安積を庇い銃撃され、その後殉職した。
原作の相楽啓、または『残照』以降に登場する佐治基彦に相当するキャラクター。

### 東報新聞
山口友紀子〈27〉
演 - 安めぐみ
東報新聞記者。
警察回りの記者で、神南署にも出入りしている。明るく元気で頭がよく、艶っぽい女性。記者としても優秀で、安積に甘えて情報をねだってみたり、速水に合コンを持ちかけたりして、特ダネ集めには貪欲である。当初、水野とは犬猿の仲であったが、男社会の中で働く独身女性という共通点を持つことから、次第に打ち解けてきている。安積に職業を超えた好意を持っている様子も。

### 和食処 磯樽
相馬遥
演 - 近野成美（S1）
店員。若さあふれる元気一杯の女性で、安積班男性陣のアイドルであるが、本人は杏子のような大人の女性になるのが憧れ。
小島杏子
演 - 奥貫薫（S1）
安積班行きつけの小料理屋「磯樽」女将。秋田県出身の色白美人。磯樽での杏子との会話は、安積にとっても心休まるひと時である。

### その他
安積涼子〈19〉
演 - 渋谷飛鳥
安積の娘。神南総合病院の看護師。
病院の寮住まいであり、安積とは一緒に暮らしていないものの、やもめ暮らしで仕事のためろくに家に戻らない父親を気遣って世話を焼いたりしている。しっかり者で父親思いだが時々子ども扱いをする父に対して反発してしまう事もある。
中沢歩美
演 - 京野ことみ（S3第2話・第8話）
黒木の高校時代の同級生。同窓会で再会し、交際を始めている。大学時代に、文化人類学の講師だった西条正浩と恋仲になり彼の子を身ごもるが、それを伝える前に死別し、大学を中退した。現在は翻訳の仕事をしながらシングルマザーとして大樹を育てている。S4第1話時点では黒木との交際は続いている。
中沢大樹
演 - 加藤翼（S3第8話）
歩美の一人息子。サッカー好きで、黒木にも非常に懐いている。

### ゲスト
シリーズ1 / シリーズ2 / シリーズ3 / シリーズ4

#### シリーズ1（2009年）
第1話「自首」
- 白咲（ホスト） - ヒロシ
- 横谷茂之（美津江の息子・ホスト） - 野口征吾
- 横谷美津江（横谷宝飾 社長） - 長坂しほり
- 江藤弘一（路上ミュージシャン） - 大橋智和
- 江藤香澄（江藤の妻） - 吉川麻美
- ミチル（茂之の彼女） - 井料彩美
- 高部智之（拳銃強盗傷害犯） - 遊木康剛
- 太田陽一（トヨの息子・サラリーマン） - 加藤厚成
- 太田トヨ（「あけぼの荘」入居者） - 市原悦子

第2話「被害者」
- リサ（バーの店員） - 星野真里
- 藤崎洋一（宮城県塩竈市在住） - 河原崎建三
- 高野哲雄（建設会社社員・栄山食品 元社員） - 松田悟志
- 豊岡（練馬西警察署 刑事） - 山内としお
- 江田（西多摩警察署 刑事） - 須藤雅宏
- 宮崎友子（真紀と元同じアパートの入居者） - 稲田奈緒
- 川村真紀（栄山食品 元社員・故人） - 宮内知美

第3話「黒木刑事撃たれる！」
- 岩城康作（茂利谷組 元構成員） - 徳井優
- 中園（地域課巡査長） - 堤大二郎
- 岩城絵里子（岩城の妻） - 山下容莉枝
- 岩城ありさ（岩城の娘） - 村崎真彩
- 井家沢元（井家沢組 組長） - 野口寛

第4話「通り魔に襲われた女」
- 長沢ゆかり（クリーニング店店員） - 三浦理恵子
- 金丸美和（靴ブランド「ミラノ」デザイナー） - 西尾まり
- 北村（ミラノ企画デザイン部 社員・ゆかりの元婚約者） - 前川泰之
- 島田祐一 - 大塚ヒロタ
- 江島（クリーニング店店員） - 鼓太郎
- クリーニング店上司 - 亀山助清
- ミラノ社員 - 白澤麻理菜、田中馨

第5話「私、夫を殺しました…DV妻空白の5分間」
- 平井啓太（居酒屋「太ちゃん」店員） - 内野謙太
- 瀬川清志（居酒屋「太ちゃん」経営者） - 谷本一
- 瀬川勝江（清志の妻） - 岸本加世子

第6話「存在しない男を愛した女…3650円の人生」
- 山根健二（みやび食品 従業員） - 鶴見辰吾
- 照子（みやび食品 従業員・山根の恋人） - 中村綾
- 河原崎伸一（並木金融 社員） - 由地慶伍
- 昌子（みやび食品 従業員） - 杉村暁
- 神田（神涛不動産 社員） - 山口隆
- 田宮（警視庁上原警察署 刑事） - 伊藤正之
- 美鈴（照子の娘） - 島崎弥生

第7話「鬼と呼ばれた家政婦…遺産を狙う老老介護」
- 小池菊乃（車椅子の老女） - 佐々木すみ江
- 山村早苗（菊乃の娘） - 朝加真由美
- 白井（神南総合病院リハビリテーション科の介護士） - 尾上紫
- 熊谷はつ子（陽だまり家政婦事務所の家政婦） - 泉ピン子

第8話「品川東署から来た男…ベテラン刑事の殺人」
- 木本弥生（元ホステス） - 北川弘美
- 日高英之（日高商事 社長） - 田中実
- 日高美也子（日高の妻） - 白石まるみ
- 武藤義和（元日英貿易 社長） - 九十九一
- 手島（田中千代ファッションカレッジ 教員） - 渋谷亜希
- 林田（帝都物産 社員） - 壱ノ木成
- 三国 俊治（品川東警察署 刑事） - 大杉漣

第9話「たった一人の反乱…さようなら安積警部補」
- 江口美佐子（関東女子刑務所 囚人） - 川上麻衣子
- 佐久間徹（城都大学医学部長） - 大河内浩
- 矢島伸一（検事） - 中谷彰宏
- 園田（園田法律事務所の弁護士） - 五宝孝一
- 野々村勝治（元東洋食品 社員） - 黒部幸英
- 根岸（美佐子の夫・故人） - 竹嶋康成
- 根岸 ゆかり（美佐子と根岸の娘） - 内村つぐみ

第10話「主婦を襲う恐怖の電話…消えた300万の謎」
- 川本千穂 - 草村礼子
- 塚原正一（千穂の友人） - 天田俊明
- 川本成美（幹夫の妻） - 宮地雅子
- 川本幹夫（千穂の息子） - 米山善吉
- 太田玲二（バーテンダー） - 明石鉄平
- 清水康幸（バイク便「キュウハイ」のライダー） - 安達ゆうき

第11話「女子高生殺人事件…亡き妻に捧ぐ父の約束」
- 高沢武士（高沢工務店 社長） - 布施博
- 高沢沙也加（高沢の後妻の連れ子・神南高等学校 新聞部員） - 逢沢りな
- 桑田康之（めおと食堂 店員） - 川久保拓司
- 久留米明菜（神南高等学校 新聞部員） - 坂田彩
- 平井和茂（カラオケ店店員） - 木下ほうか
- 白井スミ（認知症） - 森康子

第12話「殉職…刑事を狙う史上最悪の連続射殺犯！」
- アンディ・マツオ（ロサンゼルス市警察 警部補） - 市川亀治郎

第13話「襲われた妻は不倫していた!? ダメ夫の秘密」
- 望月清作（区役所福祉課職員） - 小倉久寛
- 望月伸子（望月の妻） - 美保純
- 望月陽平（望月と伸子の息子） - 尾上寛之
- 柳田彰一 - 住田隆
- 篠原初美 - 有坂来瞳
- 篠原（初美の夫） - 赤塚篤紀

第14話「容疑者須田…26年間の純情」
- 上野勝江（森山商事 社員） - ふせえり
- 森山裕一（森山商事 社長） - 久松信美
- 江藤（クラブの店長） - 小浜正寛
- 森山幸子（森山の妻） - 清水美沙（幼少期：小俣絵里佳）

最終話「最終回スペシャル！安積班最後の戦い！」
- 石田優 - 木村啓太
- 石田（優の母） - 和泉ちぬ
- 今井邦彦（麻薬の売人） - 高濱正朋
- 三宅玲子（三宅医院 医師） - 浅野ゆう子

#### シリーズ2（2010年）
第1話「あのチームが帰って来た！涙…母の手錠」
- 鳥飼佐和子（麻由美の娘・澤村の助手） - 林丹丹
- 澤村京介（ファッションデザイナー） - 木村啓介
- 水谷理恵子（トップモデル） - 藤本恵理子
- 瀬田守（ファッションデザイナー・澤村の師匠） - 五宝孝一
- 奥田（暴力団「風森組」準構成員） - 伊藤力
- 鳥飼麻由美（警視庁組織犯罪対策部第五課 主任） - 名取裕子

第2話「奪われた拳銃…要求は安積の生命と5000万」
- 樋口梨果（飲食店従業員） - 森田彩華
- 鹿沼隼人（山岸の先輩） - 伊﨑央登
- 山岸竜也（アパレル販売店勤務） - 北村悠
- 川村早紀（小田島の娘・故人） - 樽葉桃菜
- 片山（銃の密売人） - 後藤健
- 只野（警視庁立川中央警察署 刑事） - 剣持直明
- 小田島誠（元神奈川県警察 刑事） - 神田正輝

第3話「IQ180の容疑者…天才教授の完全犯罪」
- 日野友治（クラブ「花雅」客） - 酒井敏也
- 沢村恵（広川の娘・ホステス） - 入山法子
- 千佳子（広川研究室 事務員） - くわばたりえ
- 柏田武彦（クラブ「花雅」経営） - 古本新乃輔
- 日野美波（日野の妻） - 上原奈美
- 広川隆国（大学教授） - 篠田三郎

第4話「婚カツ詐欺女殺人事件…また男が殺される」
- 杉本美春（画廊「Polka dots」店員・源氏名「松本美由紀」） - 笛木優子
- 戸田早苗（結婚相談所「ラッキーパートナー」代表） - 鹿取洋子
- 慶子（画廊「Polka dots」オーナー） - 青田典子
- 池谷浩平（「ラッキーパートナー」事務長） - 南周平
- 沢木哲也（探偵） - 榊英雄
- かよ子（お見合いの世話人） - 大島蓉子
- 久保田昌彦（東北のレストランチェーン社長） - 村松利史
- 若林圭介（高校職員） - 高槻祐士

第5話「拉致された妹…パスポートが語る嘘と真実」
- ソンサック・ルークパンチャ（タイ人の青年） - ニノイ・キアット
- 清水隆夫（人材派遣会社経営） - 桑野信義
- 相田（風俗店「ペガサス」オーナー） - 阿南健治
- 浜野ひとみ（タイ語通訳） - 野村佑香
- 高田 - 江藤純
- 大島 - 脇知弘
- 柏木陽一（クラウン日本語文化学校 教師） - 古田新太

第6話「空から降って来た2000万円…騙され顔の女」
- 北原裕一（ダイナ商事 社員） - 岡田浩暉
- 西口正行（宝石店「ブラックトパーズ」社長） - 逢坂じゅん
- 土田良夫（「ブラックトパーズ」警備員） - 田口主将
- 森野（三宝食堂 主人） - 花王おさむ
- 根岸浩一（「ブラックトパーズ」元経理担当） - 朽木正伸
- 江藤紀子（三宝食堂 店員） - 中山忍

第7話「桜井刑事誘拐される！生存リミット12時間」
- 山下宏介（山下第一病院 院長） - ベンガル
- 水谷宏也（バー「フェニックス」店員） - 柄本時生
- 柳本（東報新聞警視庁記者クラブキャップ） - モロ師岡
- 日下等（前科者） - 竹本純平
- 水谷美栄子（山下の元妻） - 舟木幸
- 山下夏海（山下の娘・故人） - 下江梨菜

第8話「遺留DNA…完全一致する容疑者が2人!?」
- 田中麻美（クラブ「アリス」ホステス） - 原田夏希
- 岸川睦美（麻美の双子の姉・明愛大学付属病院 医師） - 原田夏希（二役）
- 戸田圭一郎（弁護士） - 忍成修吾
- 増岡俊夫（会社員） - 松澤一之
- 裕太（明愛大学付属病院 入院患者） - 渋谷武尊
- 宮本（クラブ「アリス」マネージャー） - 山崎画大
- 君江（明愛大学付属病院 職員） - 藤平稚子
- 理紗子（旅行代理店「HIS」社員） - 宮原沙樹

第9話「安積が殺した女刑事…7年前伊豆で何が!?」、第10話「巨悪を逮捕せよ！安積班の大逆襲！完結編」
- 権藤英一郎（国会議員） - 上田耕一
- 宮部武司（宮部診療所 医師） - 高橋長英
- 丸山康之（権藤の秘書） - 北見敏之
- 柴崎幸司（権藤の息子・カジノバー「六本木CLASS」店長） - 松尾政寿
- 孝太 - 須田直樹
- 深町美鈴（元臨海警察署 刑事） - 鶴田真由
- 西川英治（ネットカフェ難民） - 白石朋也（第9話のみ）
- 門真伸人（週刊実話ハンター 副編集長） - 高杉航大（第9話のみ）
- 北見玲菜（フリーライター） - 山口あゆみ（第9話のみ）
- 木村隆（強盗と銃刀法違反犯人） - 白井悟（第9話のみ）
- 深町景子（美鈴の妹・権藤の秘書） - 澤木柚季江（第9話のみ）
- 氷室（権藤の部下） - 鈴木誠克（第10話のみ）

最終話「最終回スペシャル！韓国から来たあいつ」
- ハン・ユナ - MINJI
- イ・ジョンテ（連続殺人犯） - 波岡一喜
- 尾崎啓二（警視庁警部補） - 河野洋一郎
- 坂口拓也（拳銃密売人） - 小林一英
- パク・セジュン（ソウル市警 刑事） - リュ・シウォン

#### シリーズ3（2010年）
第1話「神南署ジャックされる…届け魂の叫び！」
- 岸本浩平（現金輸送車襲撃主犯） - 岡本健一
- 小西博人（現金輸送車襲撃従犯） - 宮川一朗太
- 照山（沙耶香を救う会事務局スタッフ） - 児島美ゆき
- 神山（東都第一警備 警備員） - 芦川誠
- 沖田江里子（沖田の妻） - 月船さらら
- 藤井敏子（警視庁神南警察署 巡査） - 多岐川華子
- 沖田（東都第一警備 警備員） - 金井シゲル
- 三田村圭祐（散弾銃の所有者） - 白石タダシ
- 沖田結衣（沖田と江里子の娘） - 伊藤桃香
- 岸本沙耶香（岸本の娘・心臓病） - 齋藤映美

第2話「ネグレクト…3人の子を捨てた母の逃避行」
- 染谷美津保（船村の同棲相手） - 渡辺典子
- 染谷広海（美津保の長男） - 菊池風磨
- 船村修一（城南中央交通 運転手） - 江藤潤
- 桧山忠彦（元運送会社社長） - 春海四方
- 桧山敦子（忠彦の姉・掃除婦） - 片岡富枝
- 染谷一樹（美津保の夫・故人） - 西田清史
- 染谷美海（美津保の長女） - 近藤里沙（幼少期：甲斐恵美利）
- 染谷拓海（美津保の次男） - 猪野竜平

第3話「刑事になりたい！ミニパトポリス危機一髪」
- 立花美咲（警視庁神南警察署交通課 巡査） - 本仮屋ユイカ
- 相原奈々（ブティックオーナー） - 濱田万葉
- 北山（警視庁捜査一課 警部） - 大高洋夫
- 佐久田勝利（元警備員） - 工藤俊作
- 島谷亮二（執行猶予中） - 鹿内大嗣
- 寺田千夏（警視庁神南警察署交通課 巡査） - 永池南津子
- 西本（銀座中央警察署 刑事）- 赤塚篤紀

第4話「カリスマ料理主婦の秘密…警察犬が暴く嘘」
- 山崎奈保子（料理研究家・夫婦で料理教室「nahoko」経営） - 斉藤慶子
- 山崎七海（山崎夫妻の養女） - 浅見姫香
- 辰巳洋子（警視庁鑑識課警察犬訓練士） - 陽月華
- 山崎康介（奈保子の夫） - 中根徹
- 森田稔（ゲームセンター「キャッツアイ」店長） - スマイリーキクチ
- 藤岡裕二（元ゲームセンター「キャッツアイ」店員） - 兼子舜
- 里中（児童養護施設「東都愛育園」園長） - 中真千子
- サブロー号（警察犬） - ドゥーロ

第5話「小樽ガラス殺人事件…1万円札が呼ぶ殺意」
- 舟岡美和子（舟岡の妻） - 有森也実
- 舟岡圭一郎（舟岡製作所 社長） - 新井康弘
- 平沼千代（舟岡製作所 従業員） - 絵沢萠子
- 石川辰也（元舟岡製作所 従業員） - 佐野泰臣
- 島村（舟岡製作所 従業員） - 有薗芳記
- 大野（舟岡製作所 従業員） - 鼓太郎
- 奈緒子（舟岡製作所 従業員） - 野口かおる
- 川村幸次（ひったくり犯人） - 江端英久
- 和田（舟岡製作所の取引先社員） - 横島亘
- 高井（舟岡製作所 従業員） -  南野真一郎
- 柴田清子（元舟岡製作所 従業員） - 佐藤昌子

第6話「京都編…祇園祭宵山に消えた15年前の悲恋」
- 花村冴子（バー「花」ママ） - 荻野目慶子
- 花村ゆい（冴子の娘） - 山谷花純
- 吉井伸夫（吉井コンサルティング事務所 社長） - 小須田康人
- 長岡義友（元京都府警察 刑事・故人） - 中川浩二
- 日野一郎（京都府警察 刑事） - 大浜直樹
- 武田（京都府警察 警部） - 稲森誠
- 北村哲也（暴力団員） - 若杉宏二
- 大滝美枝（ホステス） - 広岡由里子
- 百合子（バー「花」ホステス） - 山路梨瀬
- 古屋和利（黒岸組構成員） - 宮都謹次

第7話「メイドカフェ襲撃予告…1200万人の容疑者」
- 結城沙緒里（メイド喫茶「シャルロット」オーナー） - 吉野紗香
- 八木沼純也（無職） - 高橋良輔
- 加瀬亮介（「シャルロット」店員） - 松永隼
- 滝本（芸能事務所「ビクトリープロダクション」社長） - 佐々木睦
- 桃花（「シャルロット」店員） - 佐々木もよこ
- 広田明奈（「シャルロット」店員） - 八木菜々花
- 八木沼陽子（純也の母・ビルのオーナー） - 神保美喜

第8話「書き変えられた遺言状…名門一族の裏の顔」
- 三崎百合奈（中沢歩美の友人） - 赤いプルトニウム
- 向井登紀子（西条家の住み込み家政婦） - 川俣しのぶ
- 西条伸彦（澄子の弟） - 佐藤祐四
- 西条澄子（老舗呉服屋「西条」社長） - 江波杏子

第9話「暴かれた素顔…美容師ストーカー殺人事件」
- 織田朔太郎（東新宿警察署地域課 課長） - 羽場裕一
- 織田響子（織田の妻・水野真帆の警察学校の同期） - 伊藤裕子
- 三井正志（美容院「サブリナ」オーナー） - 奥田達士
- 古川史織（奈穂美の隣人） - 明星真由美
- 三咲奈穂美（「サブリナ」見習い美容師） - 山口美沙
- 中村俊夫（「サブリナ」美容師） - ダンディ坂野
- 黒部健司（「サブリナ」美容師） - 三浦祐介
- 菅原美雪（「サブリナ」美容師） - 駒谷仁美
- 本田慶一（元不良グループリーダー） - 北条隆博
- 結花（元「サブリナ」美容師） - サントス・アンナ

第10話「余命3カ月の容疑者」
- 園田忍（神南総合病院 入院患者） - 中丸雄一 (KAT-TUN)
- 野崎（野崎法律事務所 弁護士） - 伊藤正之
- 葵（神南総合病院 入院患者） - 畠山紬
- 澄川秀雄（10年前の幼女殺害事件の加害者） - 有山尚宏
- 園田里江（忍と百合の母） - 真行寺君枝
- 園田百合（忍の妹・故人） - 宮野ここね

第11話「警視庁VS安積班…青酸カリ無差別殺人事件」
- 久保田泉美（ニシダ建設 秘書） - 高橋かおり
- 市原（ニシダ建設 社員） - 遠山俊也
- 矢部（警視庁捜査一課 刑事） - 佐藤一平
- 朱美（クラブ「ラビリンス」ホステス） - 黒坂真美
- 宇田川秀彦（カメラマン） - 柳憂怜
- 中島（ライブハウス「eggman」店員） - 林剛史
- 小野寺（警視庁捜査一課 刑事） - 古澤蓮
- 藤井佐智子（クラブ「ラビリンス」ホステス） - 東山麻美
- 豊川 - 勝也

最終話「最終回スペシャル！伝説の85歳老詐欺師」
- 大沢佑香（介護福祉士） - 藤田麻衣子
- 武井亮（ガソリンスタンド店員） - 泉見洋平
- 篠崎（スナック「栞」マスター） - 山本哲也
- 荻島吾郎（元池袋中央警察署生活安全課 警察官） - みやざこ夏穂
- 福田（巡査） - 能美達也
- 増山吉雄（前科者） - 大滝秀治

#### シリーズ4（2011年）
第1話「あのチームが帰ってきた！波乱の幕開け…安積撃たれる！姿なきバス連続爆破犯を逮捕せよ」
- 二川茂（建設作業員） - 近藤芳正
- 結城篤人 - 塩谷瞬（幼少期：宇都秀星）
- 二川美紀（二川の妻） - 中島ひろ子
- 二川まどか（美紀の連れ子） - 趣里（幼少期：戸田梨杏）
- 岩淵浩司（清掃会社契約社員） - 岡雅史
- 田中慎太郎（警視庁神南警察署刑事課盗犯係 巡査部長） - 児島功一
- 柏田邦彦（工事作業員） - 石井淳
- 結城志乃（篤人の妹・故人） - 江畠蓮

第2話「殺されたい女…99%予測不可能の真犯人」
- 柴田奈美（メガネ店社員） - 前田亜季
- 末松篤子（由紀の母・白百合美容室 経営者） - 梅沢昌代
- 二宮佐智子（遥の母） - 岡まゆみ
- 木下儀人（山王製薬営業部 部長） - 松村邦洋
- 末松由紀（キャバクラ「レインボー」ホステス） - 肘井美佳
- 植木みのり（女子大生・由紀と似ている女性） - 肘井美佳（二役）
- 板倉裕人（バーテンダー・由紀の恋人） - 大下源一郎
- 井上（大木不動産 社員） - 高橋豊
- 二宮遥（元女子高生・故人） - 濱田准

第3話「シェルターの女…DV夫から逃げる妻たち」
- 伊丹万里子（NPO法人「シェルター希望の家」代表・伊丹不動産 社長） - 南野陽子
- 望月麗子（望月の妻） - 小沢真珠
- 望月裕一（イタリアンレストラン「カポーティ」経営） - 斎藤歩
- 北原雅彦（麗子の高校時代の同級生） - 城咲仁
- 広瀬香苗 - 高尾祥子
- 石井紗那香 - 駒谷仁美
- 坂口誠（イタリアンレストラン「カポーティ」調理師） - 畠中洋
- 桃子（麗子の友人） - 新澤泉
- 広瀬奈々（香苗の娘） - 長島すみれ

第4話「警官の勲章…勤続40年巡査が守り続けた物」
- 稲垣湧（高校生） - 真田佑馬（幼少期：金田悠希）
- 福村多恵子（福村の妻） - 立石凉子（現名：立石涼子）
- 稲垣香織（湧の母） - 紫吹淳
- 服部緩奈（女子高生） - 藤江れいな (AKB48)
- 宇佐美（警視庁神南警察署松泉交番 巡査） - 石井智也
- 西沢（暴力団員） - 龍坐
- 鶴田幸樹（鶴田の息子） - 小野大樹
- 鶴田（鶴田材木店 社長） - 上杉陽一
- 福村勝治（警視庁神南警察署松泉交番 巡査長） - 柄本明

第5話「ボクが殺した…13歳の告白！その時母は…」
- 牧野敬子（牧野の妻） - 永島暎子
- 牧野真（牧野と敬子の次男） - 今野貴之
- 牧野正彦（建設会社社員） - 藤堂新二
- 相楽真（渋谷児童相談所 職員） - 内田春菊
- 滝本 - 穂積隆信
- 野々村昭（前科者） - 岡部尚
- 牧野和樹（牧野と敬子の長男） - 白水萌生
- 滝本（滝本の妻） - 田畑ゆり

第6話「SOS緊急入電！通報者の命を守れ…銀行襲撃予告48時間の攻防」
- 西田優太（ダーツバーのバーテンダー） - 井上正大
- 城戸綾香（ダーツバーのウェイトレス） - Erina
- 小野寺保（ダーツバーの店長） - 敦士
- 富樫功（元暴走族） - 伊﨑右典
- 桐山竜也（元暴走族） - 山根和馬

第7話「山形－東京…老母が待ち続けた神様と芋煮」
- 渡部六朗（ホームレス） - 麿赤児
- 五十嵐健一（神南いがらしクリニック 院長） - 合田雅吏
- 北村梨花（家出少女） - 近野莉菜 (AKB48)
- 新田照雄（ライブハウス従業員） - TOMO (DA PUMP)
- 池本（警察官） - 大島つかさ
- 本間清子（神南いがらしクリニックの患者） - 藤村志保

第8話「ニセ安積が現れた！しかも犯人まで逮捕!?」
- 林田健一（フリーター） - モト冬樹
- 三輪幸雄（フリーター） - 前川紘毅
- 向井奈津美（向井の娘・美容師見習い） - 岩田さゆり
- 杉山由美子（杉山の妻・スクエア不動産 副社長） - 久世星佳
- 林田良美（林田の妻） - 芦川よしみ
- 杉山光男（スクエア不動産 社長） - 樋浦勉
- 榊原（スクエア不動産 社員） - 西興一朗
- 昌子（三宝食堂 店員） - ダンプ松本
- 郁恵（三宝食堂 店員） - アジャ・コング
- 向井靖男（元スクエア不動産 契約社員・故人） - 永幡洋
- めぐみ（女子大生） - 田嶌友里香
- 堀 - 小池榮
- 林田綾香（林田の娘） - 大門果林

第9話「愛と青春の張り込み…桜井刑事、恋をする」
- 矢吹香織（草太の妹・劇団スペースオリオン 劇団員） - 平愛梨
- 矢吹草太（執行猶予中・運送会社勤務） - 内田朝陽
- 門倉淳也（喫茶店マスター） - 阪田マサノブ
- 虎山修司（劇団スペースオリオン 座長） - みっちー
- 石川恒男（東洋銀行神南支店 行員） - 戸辺俊介

第10話「最終章前編！ついに殉職者が…凶弾に散る」
- 柴崎卓（不良グループリーダー） - 木ノ本嶺浩
- 本宮照之（みどり銀行青山支店 主任調査役） - 宮下直紀
- 小出由佳里（みどり銀行青山支店 行員） - 川村亜紀
- 小渕沢茂雄（坂東連合系亜麻田組 幹部） - 高川裕也
- 友部真一（柴崎の仲間） - チョロ松
- 緒方 - 清水良太郎
- 矢部（警視庁部長刑事） - 井上智之
- 小野寺（警視庁巡査） - 木川淳一
- 中川陽平（柴崎の仲間） - 花積理生

第11話「今夜、衝撃の急展開！ついに現れた真犯人」、最終話「正義の代償…すべての謎が明かされる時」
- 滝本哲也（警視庁捜査一課 警部） - 津田寛治
- 中原一平（美奈子の兄・警視庁調布北警察署刑事課 警部補） - 本宮泰風
- 日下部謙三（警視庁捜査一課 管理官） - 小木茂光
- 中原美奈子（元保育士・故人） - 広澤草
- 高野雄介（高野雄司の息子） - 大和田健介
- 内藤英治（サーフショップ経営） - 弓削智久
- 寺西（警視庁調布北警察署刑事課 課長） - 渡辺寛二（第11話のみ）
- 新田正義（警察庁刑事局長） - 名高達男（最終話のみ）

## スタッフ
- 原作 - 今野敏「神南署安積班」安積班シリーズ（ハルキ文庫）
- 脚本 - 石原武龍、奥村俊雄、難波江由紀子、小澤俊介、末安正子、立見千香、大川俊道、安井国穂、いとう斗士八、岡芳郎、渡邉睦月
- 音楽 - 遠藤浩二
- 演出 - 酒井聖博、竹之下寛次、和田旭、竹村謙太郎、村田忍、竹園元（MBS）
- 挿入曲 - Emi Evans「LIGHT」（S4のみ）
- スタントコーディネート - 出口正義、カラサワイサオ、田渕景也
- スタント&アクション - Gocoo
- 車輌・カースタント - タカハシレーシング
- ガンエフェクト - 浅生マサヒロ、遊佐和寿、早川光
- 技術協力 - フォーチュン、ブル
- 美術協力 - アックス
- スタジオ - 緑山スタジオ・シティ
- プロデュース - 橋本孝、遠藤正人
- 製作 - TBS、ドリマックス・テレビジョン

## 放送日程

### シリーズ1
- 2009年4月13日[9] - 7月20日、全15話。
- キャッチコピーは「犯人よ、このチームに気をつけろ。」。
- 水戸黄門などの作品と同様、原則1話完結のスタイルを取っている。
- 全15回、7月下旬終了という1クールの作品としては長めの編成となった。

| 各話                                                           | 放送日        | サブタイトル                            | 原作                                | 脚本         | 演出       | 視聴率 |
| -------------------------------------------------------------- | ------------- | --------------------------------------- | ----------------------------------- | ------------ | ---------- | ------ |
| File.01                                                        | 2009年4月13日 | 自首                                    | 『自首』 （『神南署安積班』収録）   | 石原武龍     | 酒井聖博   | 10.2%  |
| File.02                                                        | 4月20日       | 被害者                                  | 『被害者』 （『最前線』収録）       | 奥村俊雄     | 和田旭     | 10.2%  |
| File.03                                                        | 4月27日       | 黒木刑事撃たれる！                      | 『待機寮』 （『陽炎』収録）         | 小澤俊介     | 竹之下寛次 | 9.3%   |
| File.04                                                        | 5月4日        | 通り魔に襲われた女                      | 『夜回り』 （『神南署安積班』収録） | 末安正子     | 酒井聖博   | 8.5%   |
| File.05                                                        | 5月11日       | 私、夫を殺しました…DV妻空白の5分間      | 『梅雨晴れ』 （『最前線』収録）     | 難波江由紀子 | 和田旭     | 10.1%  |
| File.06                                                        | 5月18日       | 存在しない男を愛した女…3650円の人生     | 『最前線』 （『最前線』収録）       | 奥村俊雄     | 村田忍     | 10.7%  |
| File.07                                                        | 5月25日       | 鬼と呼ばれた家政婦…遺産を狙う老老介護   | オリジナル                          | 難波江由紀子 | 竹村謙太郎 | 10.2%  |
| File.08                                                        | 6月1日        | 品川東署から来た男…ベテラン刑事の殺人   | 『夕映え』 （『最前線』収録）       | 石原武龍     | 村田忍     | 11.1%  |
| File.09                                                        | 6月8日        | たった一人の反乱…さようなら安積警部補   | オリジナル                          | 奥村俊雄     | 酒井聖博   | 09.8%  |
| File.10                                                        | 6月15日       | 主婦を襲う恐怖の電話…消えた300万の謎    | 『異動』 （『神南署安積班』収録）   | 立見千香     | 竹村謙太郎 | 11.2%  |
| File.11                                                        | 6月22日       | 女子高生殺人事件…亡き妻に捧ぐ父の約束   | オリジナル                          | 石原武龍     | 竹之下寛次 | 13.0%  |
| File.12                                                        | 6月29日       | 殉職…刑事を狙う史上最悪の連続射殺犯！   | 『射殺』 （『最前線』収録）         | 小澤俊介     | 村田忍     | 10.7%  |
| File.13                                                        | 7月6日        | 襲われた妻は不倫していた!? ダメ夫の秘密 | オリジナル                          | 難波江由紀子 | 和田旭     | 11.3%  |
| File.14                                                        | 7月13日       | 容疑者須田…26年間の純情                 | 『ツキ』 （『神南署安積班』収録）   | 奥村俊雄     | 竹村謙太郎 | 10.6%  |
| File.15                                                        | 7月20日       | 最終回スペシャル！安積班最後の戦い！    | オリジナル                          | 石原武龍     | 酒井聖博   | 11.6%  |
| 平均視聴率 10.6%（視聴率はビデオリサーチ調べ、関東地区・世帯） |               |                                         |                                     |              |            |        |

### シリーズ2
- 2010年1月11日[11] - 3月22日、全11話。
- キャッチコピーは「このチーム、だれにも止められない。」。
- File.09とFile.10はシリーズ初の2話連続の作品となる。
- ナショナル劇場 → パナソニックドラマシアター枠では初めて13:9セミレターボックスでの放送となった。

| 各話                                                           | 放送日        | サブタイトル                           | 原作                            | 脚本         | 演出       | 視聴率 |
| -------------------------------------------------------------- | ------------- | -------------------------------------- | ------------------------------- | ------------ | ---------- | ------ |
| File.01                                                        | 2010年1月11日 | あのチームが帰って来た！涙…母の手錠    | 『硝子の殺人者』                | 石原武龍     | 酒井聖博   | 10.8%  |
| File.02                                                        | 1月18日       | 奪われた拳銃…要求は安積の生命と5000万  | 『被害者』 （『最前線』収録）   | 大川俊道     | 村田忍     | 12.6%  |
| File.03                                                        | 1月25日       | IQ180の容疑者…天才教授の完全犯罪       | オリジナル                      | いとう斗士八 | 竹村謙太郎 | 12.5%  |
| File.04                                                        | 2月1日        | 婚カツ詐欺女殺人事件…また男が殺される  | オリジナル                      | 大川俊道     | 村田忍     | 12.5%  |
| File.05                                                        | 2月8日        | 拉致された妹…パスポートが語る嘘と真実  | オリジナル                      | 安井国穂     | 酒井聖博   | 11.5%  |
| File.06                                                        | 2月15日       | 空から降って来た2000万円…騙され顔の女  | 『アプローチ』 （『陽炎』収録） | 奥村俊雄     | 村田忍     | 8.9%   |
| File.07                                                        | 2月22日       | 桜井刑事誘拐される！生存リミット12時間 | オリジナル                      | いとう斗士八 | 竹村謙太郎 | 11.6%  |
| File.08                                                        | 3月1日        | 遺留DNA…完全一致する容疑者が2人!?      | オリジナル                      | 安井国穂     | 村田忍     | 12.5%  |
| File.09                                                        | 3月8日        | 安積が殺した女刑事…7年前伊豆で何が!?   | オリジナル                      | 石原武龍     | 竹村謙太郎 | 12.1%  |
| File.10                                                        | 3月15日       | 巨悪を逮捕せよ！安積班の大逆襲！完結編 | オリジナル                      | 大川俊道     | 村田忍     | 9.7%   |
| File.11                                                        | 3月22日       | 最終回スペシャル！韓国から来たあいつ   | 『射殺』 （『最前線』収録）     | 大川俊道     | 酒井聖博   | 09.4%  |
| 平均視聴率 11.3%（視聴率はビデオリサーチ調べ、関東地区・世帯） |               |                                        |                                 |              |            |        |

### シリーズ3
- 2010年7月5日[12] - 9月20日、全12話。
- キャッチコピーは「刑事であるまえに、人間であれ。」。
- このシリーズより唐十郎・京野ことみ・本仮屋ユイカの3人が新レギュラーとして紹介された[13]。京野ことみはFile.02とFile.08、本仮屋ユイカはFile.03にしか出演しなかった。新レギュラーとしての紹介がなかった宇梶剛士はFile.01とFile.11に出演した。
- 地上デジタル放送への完全移行を前提として16:9レターボックスでの放送となった。
- 日本のドラマ史上初となる3D映像の予告編が制作され、一部の映画館で上映された。

| 各話                                                           | 放送日       | サブタイトル                           | 原作         | 脚本         | 演出       | 視聴率 |
| -------------------------------------------------------------- | ------------ | -------------------------------------- | ------------ | ------------ | ---------- | ------ |
| File.01                                                        | 2010年7月5日 | 神南署ジャックされる…届け魂の叫び！    | オリジナル   | 大川俊道     | 村田忍     | 13.2%  |
| File.02                                                        | 7月12日      | ネグレクト…3人の子を捨てた母の逃避行   | オリジナル   | いとう斗士八 | 竹村謙太郎 | 12.4%  |
| File.03                                                        | 7月19日      | 刑事になりたい！ミニパトポリス危機一髪 | オリジナル   | 大川俊道     | 村田忍     | 08.9%  |
| File.04                                                        | 7月26日      | カリスマ料理主婦の秘密…警察犬が暴く嘘  | オリジナル   | 安井国穂     | 酒井聖博   | 13.0%  |
| File.05                                                        | 8月2日       | 小樽ガラス殺人事件…1万円札が呼ぶ殺意   | オリジナル   | 石原武龍     | 村田忍     | 12.1%  |
| File.06                                                        | 8月9日       | 京都編…祇園祭宵山に消えた15年前の悲恋  | オリジナル   | 石原武龍     | 村田忍     | 12.6%  |
| File.07                                                        | 8月16日      | メイドカフェ襲撃予告…1200万人の容疑者  | オリジナル   | 大川俊道     | 村田忍     | 11.2%  |
| File.08                                                        | 8月23日      | 書き変えられた遺言状…名門一族の裏の顔  | オリジナル   | いとう斗士八 | 竹村謙太郎 | 11.2%  |
| File.09                                                        | 8月30日      | 暴かれた素顔…美容師ストーカー殺人事件  | オリジナル   | 岡芳郎       | 竹村謙太郎 | 11.5%  |
| File.10                                                        | 9月6日       | 余命3カ月の容疑者                      | オリジナル   | 渡邊睦月     | 酒井聖博   | 10.7%  |
| File.11                                                        | 9月13日      | 警視庁VS安積班…青酸カリ無差別殺人事件  | 『二重標的』 | 岡芳郎       | 酒井聖博   | 10.9%  |
| File.12                                                        | 9月20日      | 最終回スペシャル！伝説の85歳老詐欺師   | オリジナル   | 安井国穂     | 村田忍     | 09.3%  |
| 平均視聴率 11.4%（視聴率はビデオリサーチ調べ、関東地区・世帯） |              |                                        |              |              |            |        |

### シリーズ4
- 2011年4月11日[14] - 6月27日、全12話。
- キャッチコピーは「守るべきは、刑事の使命か仲間の命か。」。
- ドラマタイトルに初めて副題が入る（正義の代償）。初回はシリーズで初の2時間スペシャル（19:00 - 20:54）。
- 本作の最大の特徴である人情ものの要素は健在であるが、これまでのシリーズと異なり、全体を通じての黒幕の存在、安積班メンバーの引き抜きや上層部・メンバー内の対立など連続性を持たせたハードな内容となっている。

| 各話                                                           | 放送日        | サブタイトル                                                                        | 原作                        | 脚本                  | 演出       | 視聴率 |
| -------------------------------------------------------------- | ------------- | ----------------------------------------------------------------------------------- | --------------------------- | --------------------- | ---------- | ------ |
| File.01                                                        | 2011年4月11日 | あのチームが帰ってきた！ 波乱の幕開け…安積撃たれる！ 姿なきバス連続爆破犯を逮捕せよ | オリジナル                  | いとう斗士八          | 酒井聖博   | 13.0%  |
| File.02                                                        | 4月18日       | 殺されたい女…99%予測不可能の真犯人                                                  | オリジナル                  | いとう斗士八          | 竹園元     | 12.8%  |
| File.03                                                        | 4月25日       | シェルターの女…DV夫から逃げる妻たち                                                 | オリジナル                  | 大川俊道              | 村田忍     | 11.4%  |
| File.04                                                        | 5月2日        | 警官の勲章…勤続40年巡査が守り続けた物                                               | オリジナル                  | いとう斗士八          | 竹村謙太郎 | 10.1%  |
| File.05                                                        | 5月9日        | ボクが殺した…13歳の告白！その時母は…                                                | オリジナル                  | 岡芳郎                | 村田忍     | 12.8%  |
| File.06                                                        | 5月16日       | SOS緊急入電！通報者の命を守れ… 銀行襲撃予告48時間の攻防                             | 『入梅』 （『花水木』収録） | 大川俊道              | 酒井聖博   | 11.0%  |
| File.07                                                        | 5月23日       | 山形－東京…老母が待ち続けた神様と芋煮                                               | 『烈日』 （『烈日』収録）   | 岡芳郎                | 村田忍     | 11.0%  |
| File.08                                                        | 5月30日       | ニセ安積が現れた！しかも犯人まで逮捕!?                                              | オリジナル                  | 安井国穂              | 竹園元     | 11.2%  |
| File.09                                                        | 6月6日        | 愛と青春の張り込み…桜井刑事、恋をする                                               | オリジナル                  | 大川俊道              | 村田忍     | 12.2%  |
| File.10                                                        | 6月13日       | 最終章前編！ついに殉職者が…凶弾に散る                                               | 『警視庁神南署』            | 岡芳郎                | 竹園元     | 12.1%  |
| File.11                                                        | 6月20日       | 今夜、衝撃の急展開！ついに現れた真犯人                                              | オリジナル                  | 大川俊道              | 村田忍     | 10.6%  |
| File.12                                                        | 6月27日       | 正義の代償…すべての謎が明かされる時                                                 | オリジナル                  | いとう斗士八 大川俊道 | 酒井聖博   | 13.2%  |
| 平均視聴率 11.7%（視聴率はビデオリサーチ調べ、関東地区・世帯） |               |                                                                                     |                             |                       |            |        |

## コミカライズ
S4を元にしたハンチョウの携帯コミックが業界初で作成されコミックシーモア・地球書店・TBSブックス★で各話放送終了と同時に配信された他、S4のホームページでは試し読みできた。オリジナルコミック版の特典として、ドラマにないオリジナルストーリー「ハンチョウ　エピソード0」の配信もなされた。すべて単行本化されている。朝日新聞出版より全2巻。

## 備考
- S1とS2以降では神南署の外観が変更されている。
  - S1：立正中学校
  - S2以降：東京田中短期大学 渋谷サテライト教室と田中千代ファッションカレッジの共用校舎。ともに、学校法人田中千代学園。
- S2では捜査協力などの形で本来強行犯係が担当しない事案を扱う脚本が増えている。
- S2の放送開始に合わせて、佐々木蔵之介の実家の佐々木酒造では「ハンチョウ」という特別純米酒を製造している。
- S2の最終話放送終了直後に、同年7月からS3が放送されることが予告された。
- 神南署という警察署は実在せず、渋谷区神南の区域は、1丁目が警視庁渋谷警察署、2丁目が同代々木警察署の管轄である。原作では神南署は両署の多忙から新設された署で、安積班や速水は東京湾臨海署の閉署に伴い異動してきた設定であるが、本作では安積と速水は東京湾臨海署から異動してきたという設定となっているものの、他の登場人物に関しては言及されていない。
- 劇中登場する車（パトカー含む）のナンバーは現実には存在しない「神南」である（現実の神南区域は渋谷区であり、渋谷区は「品川」ナンバー）。
- 神南署のマスコットとして「神南くん」というキャラクターが設定されており、キャラクターグッズがTBSの公式通販サイト「TBS ishop」[17]で販売されている。
- S1は2011年、TBSチャンネルで集中再放送された。
- S3はTBSチャンネル1での再放送の際、IPTV向けの放送では第1話・第2話・第10話は権利上の理由から欠番扱いとなっている。同様の措置は、BS-TBSでの放送の際にも取られている。